# Los Ángeles, Salamanca
Los Ángeles är en ort i Mexiko.   Den ligger i kommunen Salamanca och delstaten Guanajuato, i den centrala delen av landet, 250 km nordväst om huvudstaden Mexico City. Los Ángeles ligger 1 720 meter över havet och antalet invånare är 171.
Terrängen runt Los Ángeles är en högslätt. Runt Los Ángeles är det tätbefolkat, med 257 invånare per kvadratkilometer. Närmaste större samhälle är Salamanca, 3,4 km nordost om Los Ángeles. Runt Los Ángeles är det i huvudsak tätbebyggt.